# Gouvernement de Koursk
1796–1928
Entités précédentes :
- Province de Koursk

Entités suivantes :
- Oblast du Centre-Tchernozem

Le gouvernement de Koursk (en russe : Курская губерния) est une division administrative de l’Empire russe, puis de la République socialiste fédérative soviétique de Russie, située en Russie dans la région centrale des terres noires avec pour capitale la ville de Koursk. Créé en 1796 le gouvernement exista jusqu’en 1928.

## Géographie
Le gouvernement de Koursk était bordé au nord par le gouvernement d’Orel, à l’est par celui de Voronej, au sud – Kharkov et à l’ouest par ceux de Poltava et Tchernigov.
Le territoire du gouvernement de Koursk (dans ses frontières de 1914) est maintenant réparti entre les oblasts de Koursk, Belgorod et Soumy (Ukraine).

## Histoire
Le gouvernement a été créé en 1796 à la suite de la réforme des provinces (namestnitchestvo) par Paul Ier. En 1928 le gouvernement est aboli et son territoire entre dans l’oblast du Centre-Tchernozem.

## Subdivisions administratives
Au début du XXe siècle le gouvernement de Koursk était divisé en quinze ouïezds : Belgorod, Graïvoron, Dmitriev, Korotcha, Koursk, Lgov, Novy Oskol, Oboïan, Poutyvl, Rylsk, Stary Oskol, Soudja, Tim, Fatej et Chtchigry.

## Population

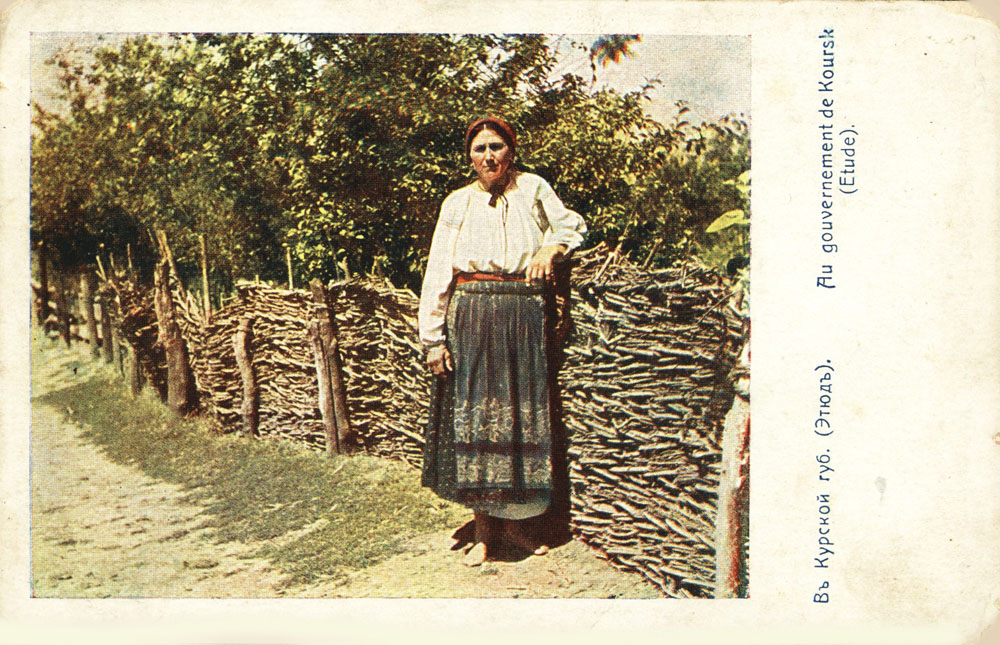
« Au gouvernement de Koursk (étude) », par Sergueï Prokoudine-Gorski, entre 1905 et 1915.

En 1897 la population du gouvernement était de 2 371 012 habitants, dont 77,3 % de Russes et 22,3 % d’Ukrainiens.

### Personnalités
Le dirigeant soviétique Nikita Khrouchtchev (1894-1971) est né dans l'ouïezd de Dmitriev du gouvernement de Koursk. 